# Paul Magnier
Paul Magnier (Laredo, 14 aprile 2004) è un ciclista su strada e mountain biker francese che corre per il team Soudal Quick-Step.

## Palmarès

### Strada
- 2022 (Juniores)

2ª tappa, 1ª semitappa Tour du Pays de Vaud (Cuarnens > Champagne)
4ª tappa Ain Bugey Valromey Tour (Izernore > Injoux-Génissiat)
2ª tappa, 2ª semitappa Giro della Lunigiana (Massa > San Carlo Terme)
3ª tappa Giro della Lunigiana (Pontremoli > Fivizzano)
- 2024 (Soudal Quick-Step, otto vittorie)

Trofeo Alcúdia-Port d'Alcúdia
3ª tappa Tour of Oman (Naseem Park > Al Bustan)
2ª tappa Grand Prix Jeseníky (Uničov > Rýmařov)
2ª tappa Giro Next Gen (Aymavilles > Saint-Vincent)
4ª tappa Giro Next Gen (Pertusio > Borgomanero)
1ª tappa Tour of Britain (Kelso > Kelso)
4ª tappa Tour of Britain (Derby > Newark-on-Trent)
5ª tappa Tour of Britain (Northampton > Northampton)
- 2025 (Soudal Quick-Step, cinque vittorie)

1ª tappa Étoile de Bessèges (Bellegarde > Bellegarde)
Heistse Pijl
Dwars door het Hageland
Elfstedenronde
4ª tappa Giro di Polonia (Rybnik > Cieszyn)

#### Altri successi
- 2022 (Juniores)

Classifica a punti Giro della Lunigiana
- 2024 (Soudal Quick-Step)

Classifica a punti Grand Prix Jeseníky
Classifica a punti Giro Next Gen

### Mountain bike
- 2021

MTB Ca'neva Trophy, Cross country Junior (Stevenà)
- 2022

Marlene Südtirol Sunshine Race, 2ª prova Internazionali d'Italia Series, Cross country Junior (Nalles)
2ª prova Swiss Bike Cup, Cross country Junior (Gränichen)
2ª prova MTB French Cup, Cross country Junior (Le Dévoluy)

## Piazzamenti

### Grandi Giri
- Giro d'Italia

2025: non partito (16ª tappa)

### Classiche monumento
- Giro delle Fiandre

2025: 62º

### Competizioni mondiali
- Campionati del mondo su strada

Wollongong 2022 - In linea Junior: 4º
- Campionati del mondo di mountain bike

Val di Sole 2021 - Cross country Junior: 10º
Les Gets 2022 - Cross country Junior: 3º

### Competizioni continentali
- Campionati europei su strada

Drenthe 2023 - In linea Under-23: 3º